# Giaura ura
Giaura ura är en fjärilsart som beskrevs av Embrik Strand 1917. Giaura ura ingår i släktet Giaura och familjen trågspinnare. Inga underarter finns listade i Catalogue of Life.